# Rudolf Bock (Politiker)
Rudolf Bock (* 4. Januar 1924 in Detmold; † 19. März 2008 in Koblenz) war ein deutscher Politiker (SPD).

## Leben
Rudolf Bock besuchte die Volksschule und die höhere Schule in Koblenz. Von 1942 bis 1945 leistete er Kriegsdienst und geriet danach in amerikanische Kriegsgefangenschaft. 1945 trat er in die Stadtverwaltung Koblenz ein und wurde Stadtoberinspektor beim Jugendamt. Von 1977 bis 1987 war er Geschäftsführer der Jugendherbergen in Rheinland-Pfalz und im Saarland.

## Politik
1945 wurde Bock Mitglied der SPD und Mitglied des Bezirksvorstands der Jusos, Juso-Bezirksvorsitzender Rheinland/Hessen-Nassau. 1948 wurde er Mitglied des SPD-Bezirksvorstands Rheinland/Hessen-Nassau. Kommunalpolitisch war er von 1952 bis 1965 Mitglied des Gemeinderats Kaltenengers, von 1956 bis 1964 Mitglied des Rats des ehemaligen Amts Weißenthurm und SPD-Fraktionsvorsitzender in der Amtsvertretung Weißenthurm. Von 1965 bis 1977 war er hauptamtlicher Bürgermeister von Weißenthurm. Er war Mitglied des Kreistags und der Kreisausschüsse Koblenz-Land und Mayen-Koblenz und stellvertretender Vorsitzender des SPD-Unterbezirks Koblenz-Ahrweiler.
Dem Rheinland-Pfälzischen Landtag gehörte er vom 18. Mai 1963 bis zum 17. Mai 1967 an. Im Landtag war er Mitglied im Kulturpolitischen Ausschuss und im Sozialpolitischen Ausschuss.
Daneben war er Mitglied im Bund Neudeutschland und Mitglied der Pressekommission der »Freiheit«.